# Каравай-Нор'я
Карава́й-Нор'я́ (рос. Каравай-Норья) — присілок в Зав'яловському районі Удмуртії, Росія.
Знаходиться на південний захід від присілка Совхозний, на обох берегах невеликої річки Караваєвка, лівої притоки Лудзинки.

## Населення
Населення — 41 особа (2012; 36 в 2010).
Національний склад станом на 2002 рік:
- удмурти — 89 %

## Урбаноніми[3]
- вулиці — 1-а Лісова, 2-а Лісова, Волковська, Зарічна, Західна, Нова, Парникова, Північна, Польова, Садова, Центральна